# Azerbejdżan na Zimowych Igrzyskach Olimpijskich 2022
Azerbejdżan na Zimowych Igrzyskach Olimpijskich 2022 – występ kadry sportowców reprezentujących Azerbejdżan na igrzyskach olimpijskich, które odbyły się w Pekinie, w Chińskiej Republice Ludowej, w dniach 4-20 lutego 2022 roku.
Reprezentacja Azerbejdżanu liczyła dwoje zawodników – kobietę i mężczyznę.
Był to siódmy start Azerbejdżanu na zimowych igrzyskach olimpijskich.

## Reprezentanci

### Łyżwiarstwo figurowe
| Zawodnik            | Konkurencja | SP     | SP    | FS     | FS   | Nota łączna | Nota łączna | Źródło |
| Zawodnik            | Konkurencja | Punkty | Poz.  | Punkty | Poz. | Punkty      | Poz.        | Źródło |
| ------------------- | ----------- | ------ | ----- | ------ | ---- | ----------- | ----------- | ------ |
| Władimir Litwincew  | Soliści     | 84.15  | 18. Q | 155.04 | 19.  | 239.19      | 18.         | [ 1 ]  |
| Jekatierina Riabowa | Solistki    | 61.82  | 16. Q | 118,15 | 15.  | 179,97      | 15.         | [ 2 ]  |